# Pont de Coq
 (janvier 2015).
Si vous disposez d'ouvrages ou d'articles de référence ou si vous connaissez des sites web de qualité traitant du thème abordé ici, merci de compléter l'article en donnant les références utiles à sa vérifiabilité et en les liant à la section « Notes et références ».
Ne doit pas être confondu avec Pont du Coq.
Le pont de Coq situé en Seine-Maritime sur les communes de Ménerval et de Saumont-la-Poterie est daté de 1620-1640. À une seule arche, il franchit l'Epte.

## Présentation
Le site de franchissement de l'Epte au lieu-dit le Pont de Coq est ancien. Un gué, d'origine médiévale, situé en amont du pont actuel permettait de franchir la rivière avant l'édification de l'ouvrage d'art.
Vers 1620-1640, la construction d'un axe routier Paris - Dieppe est envisagée avec pour objectifs :
- se rendre le plus rapidement à la mer depuis la capitale (33 lieues) ;
- établir des chaussées viables et fréquentables en toutes saisons ;
- établir des franchissements en dur des rivières et des fleuves.

Cette route est parfaitement lisible dans le paysage depuis Paris. Elle passe par le Vexin (Pontoise, Gisors) puis pénètre dans le pays de Bray (Gournay-en-Bray, Gaillefontaine, Neufchâtel-en-Bray) jusqu'à Dieppe. Le pont de Coq, à mi-chemin entre Gournay-en-Bray et Gaillefontaine, permet de franchir l'Epte et fait partie des 13 ouvrages d'art construits depuis Paris à Dieppe.
Cette route a, avant tout, un usage militaire permettant aux troupes de se rendre rapidement dans le port où stationnait une partie de la flotte royale, Dieppe. Pendant tout le XVIIe siècle, cette chaussée constitue également un axe commercial (chemin des chasse-marée) mais aussi politique. La renommée grandissante des eaux de Forges-les-Eaux incite la cour à se déplacer dans le pays de Bray. Louis XIII, la Reine, le cardinal Richelieu « prendront les eaux » à Forges-les-Eaux les 21 juin et 13 juillet 1632.
À partir de 1738, une nouvelle route, cette fois-ci pavée, est construite en parallèle de la route du Pont de Coq : la route royale de Gournay-en-Bray à Forges-les-Eaux (actuelle RD 915) évitant ainsi de passer par Gaillefontaine. La carte de Cassini montre les deux axes permettant de desservir le pays de Bray du sud-est vers le nord-ouest. L'usage du pont de Coq et de sa route est alors moindre.
Dans le courant de la seconde moitié du XIXe siècle, la construction de la ligne de chemin de fer Paris - Pontoise - Gisors - Gournay-en-Bray - Forges-les-Eaux - Dieppe est envisagée. En 1868, il est projeté la réalisation du dernier tronçon Gournay-en-Bray - Serqueux (Forges-les-Eaux). Par décisions ministérielles des 22 août et 3 septembre 1868, le plan définitif du tracé est arrêté. Il passe au nord du pont de Coq. Ce projet est suspendu pendant la guerre de 1870 et c'est en 1871 que les terrassements débutent. La ligne atteint Dieppe le 23 décembre 1873. Les 168 km du parcours sont accomplis en 5 h 30 en moyenne depuis Paris. Ce tracé modifie profondément le réseau routier aux alentours du pont de Coq par la création de la RD 41 (en parallèle de la voie de chemin de fer) et de la route impériale no 28 (actuelle RD 156). L'axe historique sud-est - nord-ouest est abandonné. La route « de Gaillefontaine à Gournay-en-Bray » passant par le pont de Coq est déclassée pour devenir chemin vicinal.
Au XXe siècle, le chemin a uniquement un usage agricole. Le pont de Coq n'est plus entretenu, la végétation s'y développe.
Axe principal au XVIIe siècle, secondaire au XVIIIe siècle, vicinal à la fin du XIXe  et au  XXe siècles, le chemin du Pont-de-Coq dessert actuellement des prairies et champs et fait partie des grands chemins de randonnées pédestres du pays de Bray.
Le pont de Coq constitue un petit ouvrage en pierre de taille en moyen appareil. Son arche est constituée de claveaux à extrados polygonaux dits "en escalier".
Le pont de Coq, redécouvert en 2003, est inscrit au titre des monuments historiques (base Mérimée) le 23 novembre 2004. En 2010, l'Association pour la Sauvegarde du Pont de Coq est créée avec pour objectifs principaux :
- Étudier, connaître le pont de Coq,
- Restaurer le pont de Coq et ses abords,
- Valoriser le site du pont de Coq.

Depuis 2011, le pont est restauré par l'association. La fin de la restauration du pont de Coq est prévue en 2017.

## Caractéristiques techniques
Type de pont : pont maçonné à une seule arche en plein cintre.
Rivière enjambée : la rivière Epte.
Caractéristiques architecturales : voussoirs polygonaux à extrados en escalier.
Matériau : calcaire du Portlandien moyen.
| Dénomination | Longueur         | Profondeur | Observations |
| ------------ | ---------------- | ---------- | --- |
| Chaussée     | 10 m             | 6 m        | Dallage calcaire de 0,33 m x 0,33 m. Présence de 4 bornes. largeur utile de la chaussée : 4,50 m                           |
| Tablier      |                  |            | Hauteur des assises chanfreinées : 0,23 m. Épaisseur totale de l'intrados de la voûte à l'extrados de la chaussée : 0,71 m |
| Ailes        | 2 m              | 0,70 m     | Arases en escalier. Fruit des ailes de 2° et de 5°                                                                         |
| Voûte        | 3,85 m à la base | 5,91 m     | Arc en plein cintre |
| Culées       | 2,50 m           | 3,50 m     | En forme de tétraèdre sur sol alluvionnaire et colluvionnaire                                                              |

## Historique de la restauration du pont de Coq

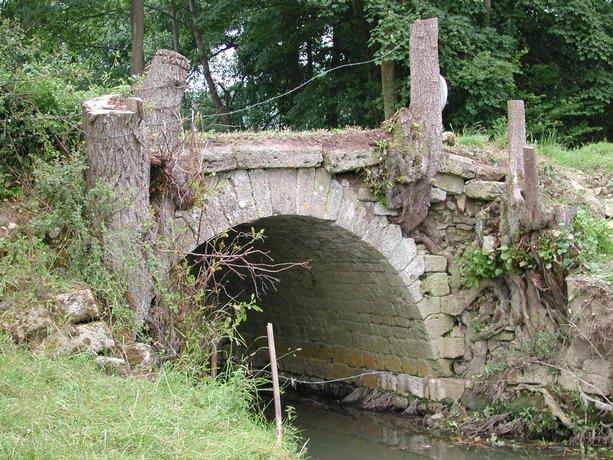
Le pont de Coq en 2003 - vue depuis le nord-ouest - détail de l'aile Sud-Ouest.

Découvert en 2003, le pont de Coq était proche de la ruine. Des arbres d'un mètre de diamètre poussent sur l'ouvrage tant sur les ailes que sur les reins de la voûte. Les communes de Ménerval et Saumont-la-Poterie coupent les arbres fin 2003. Le pont est protégé au titre des monuments historiques à la suite en 2004. L'Association pour la Sauvegarde du Pont de Coq est créée en 2010 et s'engage dans une campagne de restauration du pont et de son environnement.
- Année 2010 : Après la création de l'association, des travaux de coupes et abattages des souches d'arbres sont réalisés. En octobre 2010, 300 pierres de taille sont récupérées en fond de rivière.

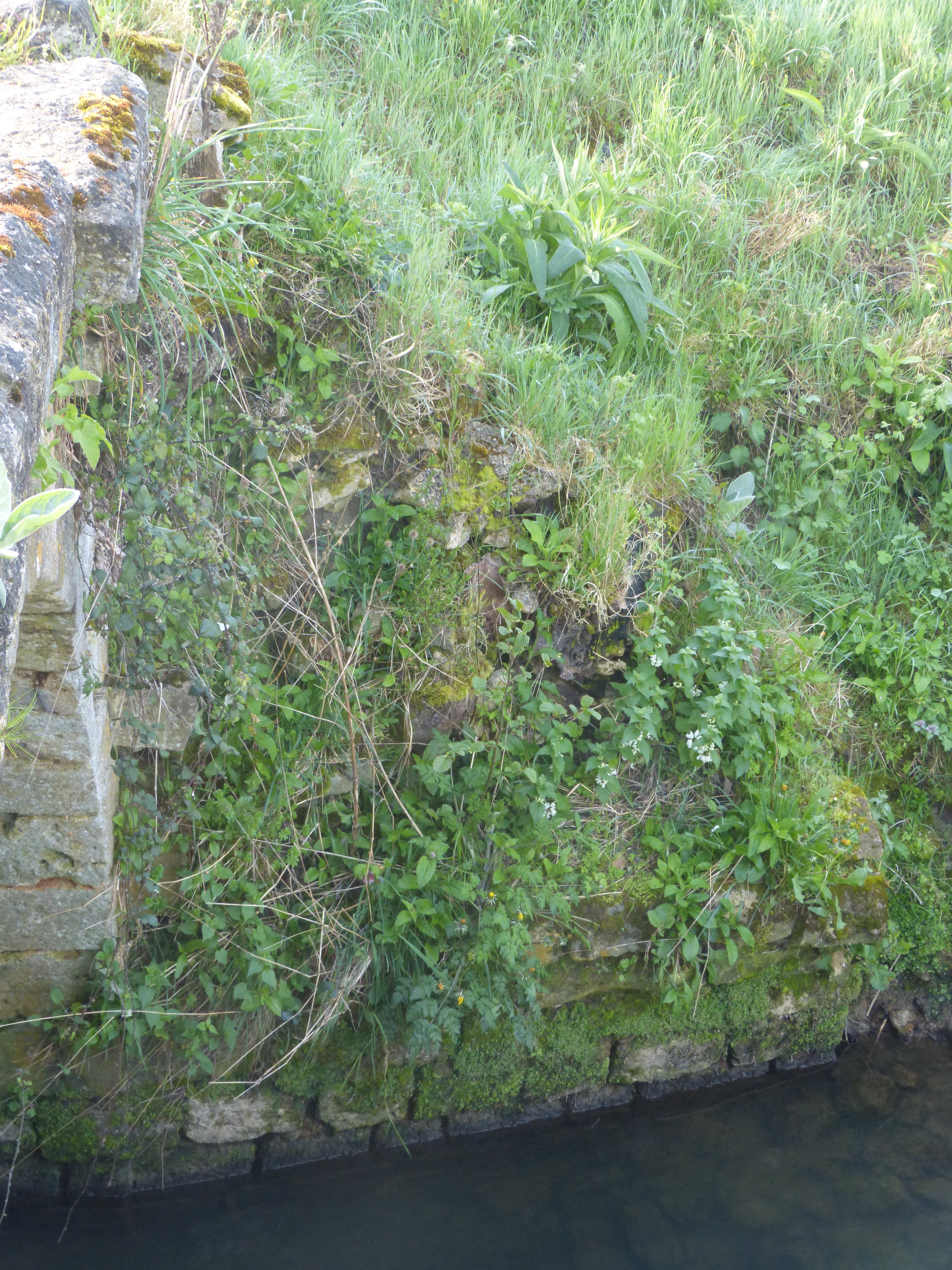
L'aile Sud-Ouest du pont de Coq avant restauration en avril 2014.

- Année 2011 : Forte des pierres récupérées, l'association établit le projet de restauration du pont de Coq. En parallèle, des études historiques, recherches d'archives débutent accompagnées par des études géophysiques et botaniques. Le tablier recouvert de 30 cm de terre végétale est décapé pour mettre au jour la chaussée pavée d'origine. Le chemin depuis la RD 41 est nettoyé, les haies désépaissies afin de restituer la largeur initiale du cheminement (11 m). Ce chemin, constitué de cailloutis, est pourvu de rampes en pente douce permettant à deux charrettes de franchir la vallée sans encombre et se croiser aisément. L'année 2011 voit également la construction du batardeau central (coffrage de bois étanche) permettant de travailler à sec au pied de la voûte. Une haie de 250 m est plantée au sud du pont de Coq.
- Année 2012 : L'aile Nord-Ouest du pont de Coq est restaurée en totalité selon ses dispositions d'origine. Trois campagnes de chantier sont nécessaires (démontage pierre à pierre après relevé, reprise des fondations, remontage de l'aile). En parallèle de ce chantier, l'angle de la chaussée Nord-Ouest est restauré à l'identique avec les pavés d'origine. La base de la voûte est également restaurée (injection de coulis de chaux). Sont menés en parallèle des études géologiques (forages), géomorphologiques et des sondages archéologiques pour mieux appréhender l'histoire du site et notamment les franchissements historiques du site. Ces travaux mettent en évidence l’existence d'une chaussée à gué (début du Moyen Âge) et un pont de bois dont une mention de 1548[7] fait référence[8]. Un relevé 3D du pont est également effectué[9]. Les travaux sur berges (fascinage vivant) sont effectués en aval du pont.

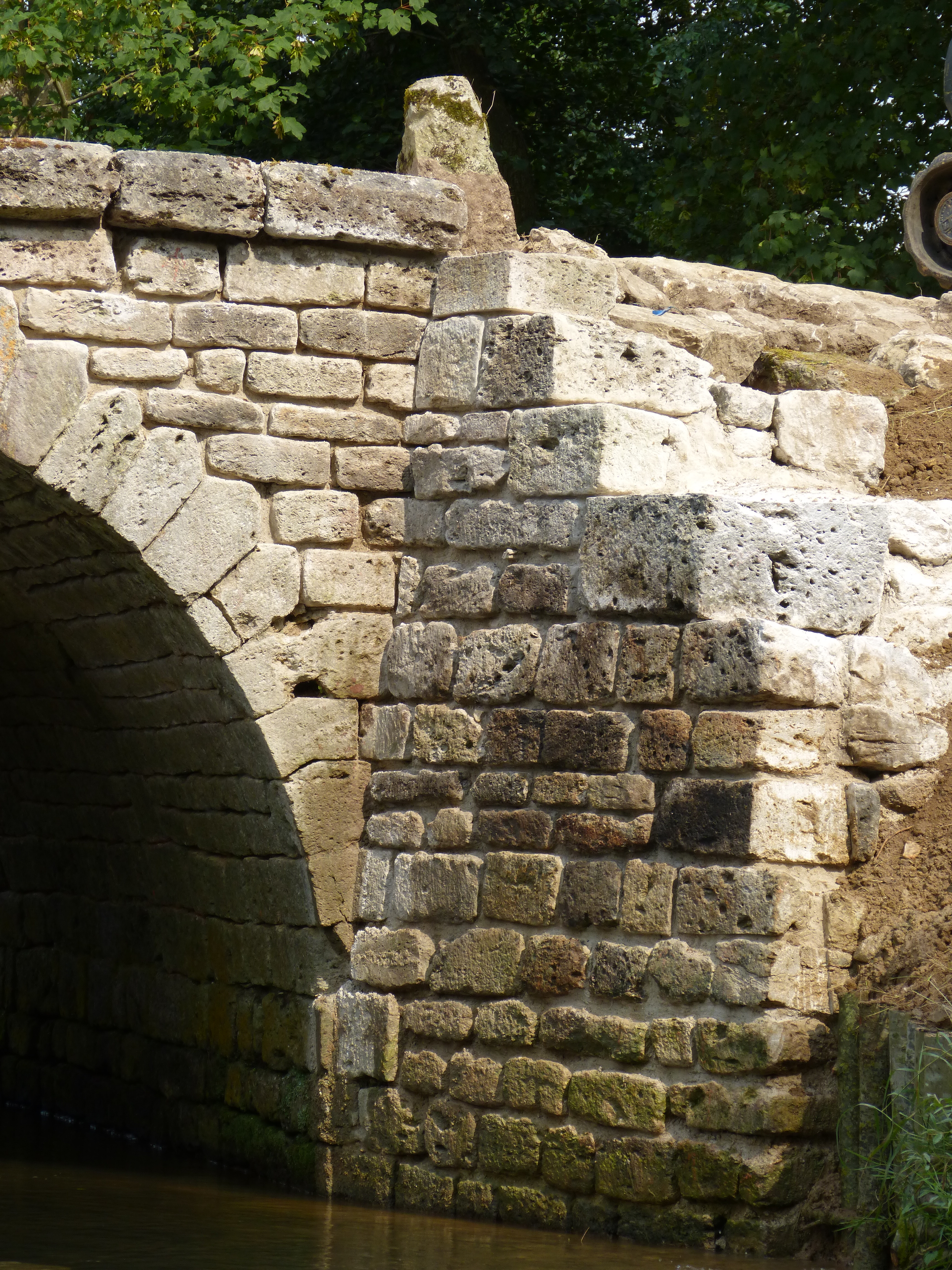
L'aile Sud-Ouest après restauration en juillet 2014.

- Année 2013 : Les efforts se concentrent sur l'aile Nord-Est du pont avec sa restitution à 100 %. L'angle de la chaussée correspondant est également restauré. Un sondage est réalisé en fond de rivière au niveau du radier en vue d'appréhender le système de fondation (sur pieux ou sur radier ?). Le pont n'est pas construit sur pieux comme supposé mais repose sur un radier empierré posé à même l'argile grise. La ripisylve au sud-est du pont est restaurée et du fascinage vivant est réalisé en amont du pont de Coq au niveau des berges.

- Année 2014 : Les deux ailes au sud du pont sont restituées à l'identique avec reprise des écoinçons du pont (voir les clichés joints en 2003, avril 2014 et juillet 2014 de l'aile Sud-Ouest). Les pierres du tablier sont déposées et repositionnées à leur emplacement d'origine. Un abreuvoir est réalisé au nord-ouest du pont après la réalisation d'une campagne de fouille archéologique ayant permis la mise au jour de la chaussée du gué.

- Année 2015 : La chaussée, le tablier et les culées du pont sont restaurées en totalité.

- Année 2016 : Les fondations de la voûte situées au nord sont restaurées jusqu'à 70 cm sous le lit de la rivière.

- Année 2017 : La voûte est restaurée en totalité. Est substitué un parement de pierres de taille au nord à une reprise en ciment prompt. Il est également procédé au démontage du batardeau central édifié en 2011 permettant la restauration du radier. Les travaux de restauration du pont de Coq sont achevés en août 2017.

- Année 2018 : Un projet de mise en valeur et de médiation est mis en œuvre permettant à tous les publics d'accéder au site. Le projet comprend la réalisation d'un cheminement doux piétonnier, la pose de panneaux de médiation, de panneaux indicateurs routiers, la pose d'une œuvre d'art réalisée par Michel Daön symbolisant la légende diabolique de la construction du pont de Coq.

## La légende du pont de Coq
Comme de nombreux ponts en France et en Europe, une légende diabolique se rattache à la construction du pont de Coq. L'abbé Decorde s'en fait l'écho en 1856 dans son essai historique et archéologique du canton de Forges-les-Eaux.
"Une antique légende se rattache aussi au Pont-du-coq. D'après cette légende qu'on trouve en divers lieux, avec quelques variantes, un habitant du pays désirait établir un pont ; mais ses ressources ne lui permettaient point de réaliser son projet. Un jour qu'il examinait pour la vingtième fois, le diable lui apparut et lui proposa d’exécuter le travail en une seule nuit, pourvu que celui qui passerait le premier sur le pont devînt la propriété du bâtisseur. Le marché fut conclu, et, la nuit suivante, Satan se mit à l’œuvre. Quand le propriétaire du terrain où s’exécutait le travail entendit le bruit que faisaient les ouvriers du diable, il regretta l'engagement qu'il avait pris. Heureusement une bonne pensée lui vint, en entendant le chant de son coq qui annonçait l'arrivée du jour. En ce moment, le travail touchait à sa fin ; notre homme courut à son poulailler, s'empara du coq et le lança sur le pont qui venait d'être construit, en disant : "Satan, voilà ta récompense !". Le diable emporta l'oiseau de Mars en grinçant les dents, et depuis ce temps le pont est appelé le Pont-du-coq."